# ホセ・マルモレホス
ホセ・ラモン・マルモレホス・ディアス（José Ramon Marmolejos Díaz、1993年1月2日 - ）は、ドミニカ共和国・サントドミンゴ出身のプロ野球選手（内野手、外野手）。左投左打。リーガ・メヒカーナ・デ・ベイスボル（メキシカンリーグ）のメキシコシティ・レッドデビルズ所属。

## 経歴

### プロ入りとナショナルズ傘下時代

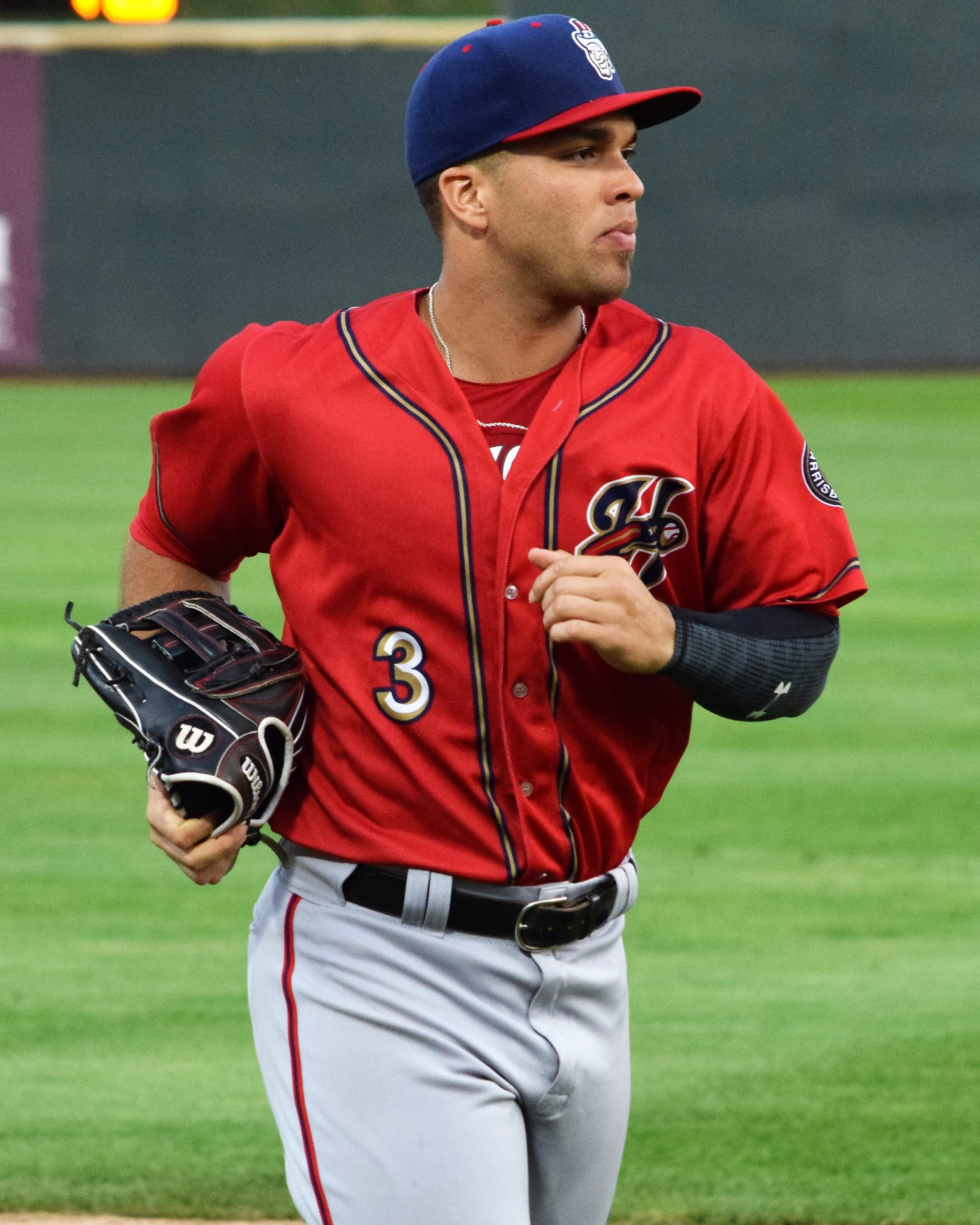
AA級ハリスバーグ時代（2017年7月18日）

2011年6月にインターナショナル・フリーエージェントでと契約を結びプロ入り。6月6日に傘下のR級のDSLナショナルズでプロデビュー。
2015年はA級ヘイガーズタウン・サンズに所属し124試合に出場。打率.310・11本塁打・OPS.848を記録し、ナショナルズのマイナーリーグ・プレイヤー・オブ・ザ・イヤーに選出された。
2016年はA+級ポトマック・ナショナルズとAA級ハリスバーグ・セネターズでそれぞれ103試合と33試合に出場。2チーム合計で、打率.289・13本塁打・OPS.845を記録し、2年連続で同チームのマイナーリーグ・プレイヤー・オブ・ザ・イヤーに選出された。オフに40人枠に登録された。
2017年は、2月に左前腕部の張りで60日間故障者リスト入りした影響で、5月からの出場となった.。このシーズンはAA級ハリスバーグで107試合に出場。打率.287・14本塁打・OPS.819を記録した。
2018年はAAA級シラキュース・チーフスで130試合に出場。打率.266、8本塁打を記録。
2019年はAAA級フレズノ・グリズリーズとAA級ハリスバーグでそれぞれ101試合と11試合に出場。2チーム合計で、打率.315・18本塁打を記録した。同年オフにマイナーリーグFAとなった。

### マリナーズ時代
2019年11月27日にシアトル・マリナーズとスプリングトレーニングへの招待を含むマイナー契約を結んだ。
2020年7月24日のヒューストン・アストロズとのメジャー開幕戦で「7番・左翼手」で先発出場しメジャーデビュー。同カードの26日にメジャー初安打。7月30日のロサンゼルス・エンゼルス戦でディラン・バンディからメジャー初本塁打を記録した。
2021年は、5月20日にDFAとなり、23日にマイナー契約となってAAA級タコマ・レイニアーズへ送られた。AAA級タコマでは83試合に出場し、打率.338、26本塁打、75打点という好成績を残してトリプルAウエストの最優秀選手（MVP）に輝いたが、メジャーでは打率.160、4本塁打という成績に終わった。オフの10月5日にFAとなった。

### 楽天時代
2021年12月7日、東北楽天ゴールデンイーグルスが獲得を発表した。背番号は12。年俸は約1億円。
2022年は、開幕は二軍で迎えたが3月29日に昇格してNPB初出場。主砲として期待されたが成績は伸びず、6月10日に二軍落ち。9月に再昇格したものの、最終的に58試合の出場で打率.208、7本塁打、28打点という成績に終わり、オフの12月2日に自由契約公示された。

### 独立リーグ時代
2023年4月29日にアメリカ独立リーグ・アトランティックリーグのスパイアシティ・ゴーストハウンズと契約を結んだ。シーズンでは107試合に出場し、打率.303、28本塁打、90打点を記録した。オフの11月2日、活動休止するゴーストハウンズの選手への救済として行われた分散ドラフトにて、レキシントン・カウンター・クロックスから指名を受けた。しかし入団はせず。

### メキシカンリーグ時代
2024年1月15日にリーガ・メヒカーナ・デ・ベイスボル（メキシカンリーグ）のメキシコシティ・レッドデビルズと契約を結んだ。70試合に出場して打率.364、10本塁打、48打点、3盗塁を記録。また優勝決定シリーズであるセリエ・デル・レイでは打率.389、1本塁打、7打点の好成績でチームを優勝に導き、シリーズMVPに選ばれた。

## 詳細情報

### 年度別打撃成績
| 年 度    | 球 団    | 試 合 | 打 席 | 打 数 | 得 点 | 安 打 | 二 塁 打 | 三 塁 打 | 本 塁 打 | 塁 打 | 打 点 | 盗 塁 | 盗 塁 死 | 犠 打 | 犠 飛 | 四 球 | 敬 遠 | 死 球 | 三 振 | 併 殺 打 | 打 率 | 出 塁 率 | 長 打 率 | O P S |
| -------- | -------- | ----- | ----- | ----- | ----- | ----- | -------- | -------- | -------- | ----- | ----- | ----- | -------- | ----- | ----- | ----- | ----- | ----- | ----- | -------- | ----- | -------- | -------- | ----- |
| 2020     | SEA      | 35    | 115   | 107   | 12    | 22    | 4        | 0        | 6        | 44    | 18    | 0     | 1        | 0     | 0     | 7     | 0     | 1     | 32    | 2        | .206  | .261     | .411     | .672  |
| 2021     | SEA      | 41    | 122   | 106   | 11    | 17    | 4        | 0        | 4        | 33    | 12    | 0     | 0        | 0     | 1     | 15    | 0     | 0     | 39    | 0        | .160  | .262     | .311     | .574  |
| 2022     | 楽天     | 58    | 223   | 202   | 14    | 42    | 6        | 0        | 7        | 69    | 28    | 0     | 0        | 0     | 1     | 20    | 0     | 0     | 68    | 3        | .208  | .278     | .342     | .620  |
| MLB：2年 | MLB：2年 | 76    | 237   | 213   | 23    | 39    | 8        | 0        | 10       | 77    | 30    | 0     | 1        | 0     | 1     | 22    | 0     | 1     | 71    | 2        | .183  | .262     | .362     | .623  |
| NPB：1年 | NPB：1年 | 58    | 223   | 202   | 14    | 42    | 6        | 0        | 7        | 69    | 28    | 0     | 0        | 0     | 1     | 20    | 0     | 0     | 68    | 3        | .208  | .278     | .342     | .620  |

- 2023年度シーズン終了時

### 年度別守備成績
| 年 度 | 球 団 | 一塁（1B） | 一塁（1B） | 一塁（1B） | 一塁（1B） | 一塁（1B） | 一塁（1B） | 左翼（LF） | 左翼（LF） | 左翼（LF） | 左翼（LF） | 左翼（LF） | 左翼（LF） | 右翼（RF） | 右翼（RF） | 右翼（RF） | 右翼（RF） | 右翼（RF） | 右翼（RF） | 外野  | 外野  | 外野  | 外野  | 外野  | 外野     |
| 年 度 | 球 団 | 試 合      | 刺 殺      | 補 殺      | 失 策      | 併 殺      | 守 備 率   | 試 合      | 刺 殺      | 補 殺      | 失 策      | 併 殺      | 守 備 率   | 試 合      | 刺 殺      | 補 殺      | 失 策      | 併 殺      | 守 備 率   | 試 合 | 刺 殺 | 補 殺 | 失 策 | 併 殺 | 守 備 率 |
| ----- | ----- | ---------- | ---------- | ---------- | ---------- | ---------- | ---------- | ---------- | ---------- | ---------- | ---------- | ---------- | ---------- | ---------- | ---------- | ---------- | ---------- | ---------- | ---------- | ----- | ----- | ----- | ----- | ----- | -------- |
| 2020  | SEA   | 5          | 28         | 2          | 0          | 5          | 1.000      | 18         | 25         | 0          | 1          | 0          | .962       | 2          | 3          | 0          | 0          | 0          | 1.000      | -     | -     | -     | -     | -     | -        |
| 2021  | SEA   | 14         | 92         | 4          | 2          | 9          | .980       | 11         | 15         | 1          | 0          | 1          | 1.000      | 2          | 2          | 0          | 0          | 0          | 1.000      | -     | -     | -     | -     | -     | -        |
| 2022  | 楽天  | 28         | 201        | 13         | 0          | 11         | 1.000      | -          | -          | -          | -          | -          | -          | -          | -          | -          | -          | -          | -          | 5     | 6     | 0     | 0     | 0     | 1.000    |
| MLB   | MLB   | 19         | 120        | 6          | 2          | 14         | .984       | 29         | 40         | 1          | 1          | 1          | .976       | 4          | 5          | 0          | 0          | 0          | 1.000      | -     | -     | -     | -     | -     | -        |
| NPB   | NPB   | 28         | 201        | 13         | 0          | 11         | 1.000      | -          | -          | -          | -          | -          | -          | -          | -          | -          | -          | -          | -          | 5     | 6     | 0     | 0     | 0     | 1.000    |

- 2023年度シーズン終了時

### 記録

#### NPB
初記録
- 初出場・初先発出場：2022年3月29日、対オリックス・バファローズ1回戦（京セラドーム大阪）、5番・指名打者で先発出場[23]
- 初安打：同上、4回表に田嶋大樹から中前安打[23]
- 初打点：2022年4月5日、対埼玉西武ライオンズ1回戦（楽天生命パーク宮城）、3回裏に佐藤隼輔から右前適時打[24]
- 初本塁打：2022年4月16日、対福岡ソフトバンクホークス2回戦（北九州市民球場）、2回表にコリン・レイから左中越ソロ[25]

### 背番号
- 26（2020年 - 2021年、2023年）
- 12（2022年）